# Mandevilla hypoleuca
Mandevilla hypoleuca är en oleanderväxtart som först beskrevs av George Bentham, och fick sitt nu gällande namn av Marcel Pichon. Mandevilla hypoleuca ingår i släktet Mandevilla och familjen oleanderväxter. Inga underarter finns listade i Catalogue of Life.